# 韩庄镇站
韩庄镇站是一个陇海线上的铁路车站，位于河南省郑州市中牟县官渡镇韩庄镇村，建于1909年，目前为四等站，邮政编码为451462。目前客运：办理旅客乘降；不办理行李、包裹托运；货运：办理整车货物发到。